# Аюкин, Руслан Фаритович
Русла́н Фари́тович Аю́кин (род. 9 февраля 1994, Набережные Челны) — российский футболист, защитник и капитан клуба «КАМАЗ».

## Клубная карьера
Руслан Аюкин — воспитанник клуба «КАМАЗ». 17 августа 2012 года в матче ПФЛ против клуба «Сызрань-2003» (2:0) Аюкин, выйдя на замену на 87-й минуте, дебютировал за «КАМАЗ». В сезоне 2013/14 Аюкин редко появлялся в основной команде «КАМАЗа» (всего 4 игры), после чего был переведен в молодежный состав, где провел два года. В 2016 году он вновь стал игроком основной команды. 15 июля 2016 года в матче 1/256 финала Кубка России против клуба «Делин-Ижевск» (0:3) Аюкин забил дебютный гол за «КАМАЗ».
29 октября 2018 года в матче ПФЛ против «Урала-2» (2:3) Руслан Аюкин впервые вывел команду на поле в качестве капитана. В декабре того же года он был утвержден капитаном команды. 15 сентября 2019 года в матче ПФЛ против «Уфы-2» (1:3) Руслан Аюкин провёл свой 100-й матч в составе «автозаводцев».
14 октября 2023 года в матче Первой лиги против «Шинника» (4:0) Аюкин провёл свой 200-й матч в составе «КАМАЗа».

## Личная жизнь
Жена — Кристина. В январе 2021 года у пары родилась дочь.
В августе 2023 года открыл свою футбольную секцию для детей «Аюка Kids».

## Клубная статистика
| Выступление      | Выступление      | Выступление      | Чемпионат | Чемпионат | Кубки | Кубки | Итого | Итого |
| Клуб             | Лига             | Сезон            | Игры      | Голы      | Игры  | Голы  | Игры  | Голы  |
| ---------------- | ---------------- | ---------------- | --------- | --------- | ----- | ----- | ----- | ----- |
| КАМАЗ            | ПФЛ              | 2012/13          | 15        | 0         | —     | —     | 15    | 0     |
| КАМАЗ            | ПФЛ              | 2013/14          | 3         | 0         | 1     | 0     | 4     | 0     |
| КАМАЗ            | ПФЛ              | 2016/17          | 23        | 4         | 3     | 1     | 26    | 5     |
| КАМАЗ            | ПФЛ              | 2017/18          | 18        | 0         | 1     | 0     | 19    | 0     |
| КАМАЗ            | ПФЛ              | 2018/19          | 23        | 0         | —     | —     | 23    | 0     |
| КАМАЗ            | ПФЛ              | 2019/20          | 16        | 0         | 4     | 0     | 20    | 0     |
| КАМАЗ            | ПФЛ              | 2020/21          | 14        | 0         | 2     | 0     | 16    | 0     |
| КАМАЗ            | ФНЛ              | 2021/22          | 32        | 1         | 4     | 0     | 36    | 1     |
| КАМАЗ            | Первая лига      | 2022/23          | 26        | 0         | 2     | 0     | 28    | 0     |
| КАМАЗ            | Первая лига      | 2023/24          | 29        | 0         | 1     | 0     | 30    | 0     |
| КАМАЗ            | Первая лига      | 2024/25          | 22        | 0         | 1     | 0     | 23    | 0     |
| КАМАЗ            | Первая лига      | 2025/26          | 5         | 0         | 0     | 0     | 5     | 0     |
| КАМАЗ            | Итого            | Итого            | 226       | 5         | 19    | 1     | 245   | 6     |
| Всего за карьеру | Всего за карьеру | Всего за карьеру | 226       | 5         | 19    | 1     | 245   | 6     |

## Достижения
КАМАЗ
- Победитель Первенства ПФЛ (группа 4): 2020/21
- Серебряный призёр Первенства ПФЛ (группа «Урал-Приволжье»): 2018/19
- Бронзовый призёр Первенства ПФЛ (группа «Урал-Приволжье»): 2013/14